# Platyprosterna
Platyprosterna är ett släkte av fjärilar. Platyprosterna ingår i familjen snigelspinnare.
Kladogram enligt Catalogue of Life:
| Platyprosterna | \| \| Platyprosterna antiqua \| \| \| \| \| \| Platyprosterna ceres \| \| \| \| \| \| Platyprosterna elaeetta \| \| \| \| |
|                | \| \| Platyprosterna antiqua \| \| \| \| \| \| Platyprosterna ceres \| \| \| \| \| \| Platyprosterna elaeetta \| \| \| \| |
|                | Platyprosterna antiqua |
|                | |
|                | Platyprosterna ceres |
|                | |
|                | Platyprosterna elaeetta                                                                                                   |
|                | |